# Репьевка (Инзенский район)
Репьёвка — село в Инзенском районе Ульяновской области России. Входит в Черёмушкинское сельское поселение. 

## География
Расположено в 8 км к юго-востоку от райцентра Инза, на левом берегу р. Инза. У села, на левом притоке Инзы — пруд. 

## История
По некоторым сведениям село основано в 1721—1725 годах подполковником Гавриилом Никитичем Репьёвым и поручиком В. Д. Неклюдовым. В 1728 году Г. Н. Репьёв в прошении разрешения на постройку церкви указывал: «…Новая деревня Репьёвка титулярного советника И. С. Матюшина, по дяде Ф. Репьёве». В это время оно относилось к Пензенскому уезду Казанской губернии и называлось Репьёво. По другим данным, основатель села Репьёвка Прокофий Авдеевич сын Репьёв.
В 1780 году при создании Пензенского и Симбирского наместничеств уже было два села: Большая и Малая Репьёвка, разделённые рекой Инза, ставшая границей между наместничествами. Поэтому, село Большая Репьёвка отошла к Городищенскому уезду Пензенского наместничества, а деревня Малая Репьёвка — к Канадейскому уезду Симбирского наместничества. [Карта 1792 г.] (В 1796 году вошла в состав Сызранского уезда Симбирской губернии). Но помещик решил объединить в одно село и Малую Репьёвку перенёс в Большую, которое теперь стало называться — Репьёвка. Через некоторое время на месте Малой Репьёвки была основана деревня Голодяевка (ныне Междуречье).
В XIX веке село входило в состав Городищенского уезда Пензенской губернии и упоминалось как «Благовещенское, Репьевка тож»: «Репьевка (Благовещенское) Городищенского уезда, село владельческое, 25 дворов, число жителей: мужчин — 90, женщин — 91. Две православных церкви. Лежит на реке Инзе».". Принадлежало оно родному брату известного русского писателя Сергея Тимофеевича Аксакова, Николаю Тимофеевичу, у которого здесь родился сын Александр. Одна из церквей была построена в 1850 году: «тщанием господина статского советника Н. Т. Аксакова построен в селе Благовещенское храм, один престол которого посвящён Архангелу Михаилу и второй — Александру Невскому».
Барский дом стоял в центре села напротив церкви. Сам помещик жил в Петербурге, но летом приезжал в своё имение. В поместье Н.Т. Аксакова была собрана одна из крупнейших в Поволжье библиотек, имелась прекрасная оранжерея с экзотическими растениями. В имении бывали братья Языковы, Д.П. Ознобишин, братья Аксаковы, приезжали А.М. Бутлеров, В.И. Даль. 
По сведениям 1864 года, в селе было 46 дворов, 2 православные церкви. Через село проходил почтовый тракт из Городища в Симбирск. 
В 1912 году в русском селе Репьёвка насчитывалось 72 двора. 
В 1930-е годы церковь закрыли. Сняли и увезли колокола, вынесли иконы. Последним священником в церкви был Андрей Михайлович Архангельский. По рассказам местных жителей, церковь пытались разрушить до основания. Пригнали тракторы с тросами, но то ли тракторы оказались слабосильными, то ли трактористы совестливыми — церковь устояла. 
В 1930–1950-е годы церковь использовали как зернохранилище. В настоящее время церковь заброшена и находится в полуразрушенном состоянии.
В 1929 году, при административно-территориальном делении на районы, село Репьёвка вошло в состав Инзенского района Сызранского округа Средне-Волжского края (1929—1936), Куйбышевской области (1936—1943).
С 1943 года — в составе Инзенского района Ульяновской области. 
В 1996 году в селе проживало 509 человек, преимущественно русские.  
В 2005 году — в Черёмушкинском сельском поселении (Ульяновская область).

## Население
| 2010 |
| ---- |
| 398  |

## Известные уроженцы
- Аксаков, Александр Николаевич — русский публицист, переводчик, издатель из рода Аксаковых, известный изобретением термина «телекинез». Племянник писателя С. Т. Аксакова.

## Достопримечательности
- «Церковь Архангела Михаила (православный приходской двухпрестольный храм», 1850 года постройки (Решение исполнительного комитета Ульяновского областного Совета народных депутатов от 12.02.1990 № 79 («Церковь»); Распоряжение главы администрации Ульяновской области от 29.07.1999. № 959-р.) — является объектом культурного наследия (памятником истории и культуры) регионального значения[8].
- У села, на правом берегу реки Инзы, археологический памятник — стоянка неолита или раннего медно-бронзового века[2].
- В селе бывал С. Т. Аксаков[2].
- Памятник в честь 45-летия Победы (1990 г.)[9].

## Инфраструктура
- В селе: основная общеобразовательная школа, медпункт, дом культуры, библиотека, почта.

## Источник
- Село Репьёвка. Информация о селе
- Канадейский уезд, Ведомость Симбирского наместничества 1780 года /